# Autozam
Autozam (オートザム, Ōtozamu) fou una marca comercial del fabricant d'automòbils japonés Mazda especialitzada en cotxes compactes i lleugers o kei cars, molts d'aquests derivats de la Suzuki. Autozam també fou, per pocs anys, l'importadora i comercialitzadora dels models de Lancia i Autobianchi.
Tot i que, com a marca, Autozam deixà d'existir l'any 1998, la xarxa de concessionaris Autozam continuà existint fins a l'any 2016 comercialitzant models Mazda.

## Història
A finals de la dècada del 1980, Mazda començà l'expansió dels seus concessionaris per tot el Japó. La idea era crear "el concessionari familiar de la teua vila" (あなたの街の身近なカーショップ, Anata no machi no mijikana kâ shoppu), una xarxa de concessionaris centrada en la venda i reparació de automòbils utilitaris i compactes. Dins de la seua estrategia de marques, Mazda en llançà al mercat tres de noves. Afegint-se a les de Mazda i Ford, la companyia en constituí Autozam, Eunos i ɛ̃fini. La gama d'Autozam, al moment de la seua creació, estigué limitada als "automòbil lleugers" o kei cars i als utilitaris compactes. El primer i únic model del segment D de la marca fou l'Autozam Clef, una berlina basada en el Mazda Capella (Mazda 626 en Europa)/Mazda Cronos. A més dels models de producció pròpia, Mazda adquirí els drets per a l'importació i comercialització de la marca italiana Lancia per a així complementar la gama pròpia d'automòbils de luxe. Així, als concessionaris Autozam es comercialitzaren models de Lancia i Autobianchi com ara el Lancia Delta o l'Autobianchi Y10. La xarxa de vendes nacional per l'empresa "Autozam KK" i els seus afiliats provincials.
El primer èxit de vendes d'Autozam fou l'Autozam Carol, que esdevingué popular entre les joves compradores, degut a l'especifica publicitat del model. Els models com ara l'Autozam Revue i el Clef acabaren sent redissenyats per a asemblar-se més a l'exitós Carol. No obstant això, les vendes d'aquests dos models foren desastroses fins a la fi de la seua producció. Per altra banda, els models esportius com ara l'Autozam AZ-1 i l'Autozam AZ-3 foren ben rebuts i públicament admirats, però això no fiu que les seues vendes foren millors. Les vendes dels models Lancia tampoc foren bones, en part perque el client japonés d'automòbils importats de luxe no veia bé que aquests s'exposaren als concessionaris al costat d'autòmobils econòmics com ara el Carol. Com a resultat d'això, les vendes d'Autozam mai foren bones a excepció de les dues generacions del Carol, especialment la primera. El desenvolupament econòmic de la xarxa Autozam va comprometre seriosament les finances de Mazda.
De les cinc marques comercials de Mazda abans esmentades (Mazda, Ford, Eunos, ɛ̃fini i Autozam), la darrera fou una de les tres que sobreviviren. L'any 1998, però, l'esquema empresaria d'Autozam va patir grans i determinants canvis. A nivell nacional, la xarxa de concessionaris va passar a dir-se "Mazda-Autozam" i començà a vendre els seus productes amb la marca Mazda, abandonant definitivament la marca Autozam. A més d'això, els concessionaris començaren a vendre models OEM o "rebatejats" de la Suzuki. El mateix any, els drets d'importació de Lancia van ser retornats a la FIAT. Durant el procés de reestructuració de la xarxa i per motius legals, els concessionaris Autozam que no van poder passar a formar part dels Mazda-Autozam van continuar comercialitzant kei cars i el Mazda Demio, tot i que s'introduïren a la xarxa dos nou i últims models: el Mazda AZ-Offroad al 1998 i el Mazda Laputa al 1999.
Després d'això i progressivament, els concessionaris foren canviant a Mazda-Autozam. Els concessionaris que no complien els requeriments de la marca, van haver de retornar les seues licències de comercialització i distribució sense poder continuar comercialitzant models Mazda. Com a resultat, als primers anys del segle XXI el nombre de concessionaris Autozam disminuí de 900 a 350 de la Mazda-Autozam. Des d'abril de 2016, els diferents canals de distribució dels models es van anar tancant successivament per a reunificar-se en una única xarxa nacional. Finalment, la societat "Mazda-Autozam" va cessar les seues operacions comercials.

## Models
- Autozam Carol (1989-1998)
- Autozam Scrum (1990-1997)
- Autozam Revue (1990-1998)
- Autozam AZ-3 (1991-1998)
- Autozam AZ-1 (1992-1995)
- Autozam Clef (1992-1994)
- Autozam AZ-Wagon (1994-1997)
- Mazda Demio (1996-1998)[3]
- Lancia Thema ()
- Lancia Dedra ()
- Lancia Delta ()
- Lancia Prisma ()
- Autobianchi Y10 ()
- Mazda AZ-Offroad (1998-2014)
- Mazda Laputa (1999-2005)